# Tetramorium bothae
Tetramorium bothae är en myrart som beskrevs av Auguste-Henri Forel 1910. Tetramorium bothae ingår i släktet Tetramorium och familjen myror. Inga underarter finns listade i Catalogue of Life.